# 송도에스이
송도에스이는 대한민국의 사회적 기업이다.